# Arquimbald III de Borbó
Arquimbald III de Borbó, anomenat "el Jove" o "el Blanc", (c.1000 - 16 d'agost de 1078) va ser senyor de Borbó de 1035 fins a la seva mort. Era fill d'Arquimbald II, senyor de Borbó, i Ermengarda.
Va dirigir les seves ambicions territorials cap a Montluçon i controlà La Chapelaude, on va concedir la seva protecció al priorat fundat pels monjos de l'abadia de Saint-Denis el 1060, Murat i Montcenoux prop de Villefranche-d'Allier, on fundà al 1048 una col·legiata dependent del capítol de canonges de Saint-Ursin de Bourges. Els senyors de Borbó van descuidar Souvigny malgrat que l'abat Odiló, va morir l'1 de gener de 1048, va triar ser enterrat al costat de Maiol de Cluny.
Va morir el 1078 i va ser enterrat a l'església de Le Montet
Arquimbald III es va casar amb una dona anomenada Beletruda i posteriorment amb una tal Àurea. Del primer matrimoni tingué quatre fills:
- Arquimbald IV de Borbó, senyor de Borbó
- Albuí, enterrat a Saint-Pourçain-sur-Sioule
- Gerard
- Una filla